# Central business district

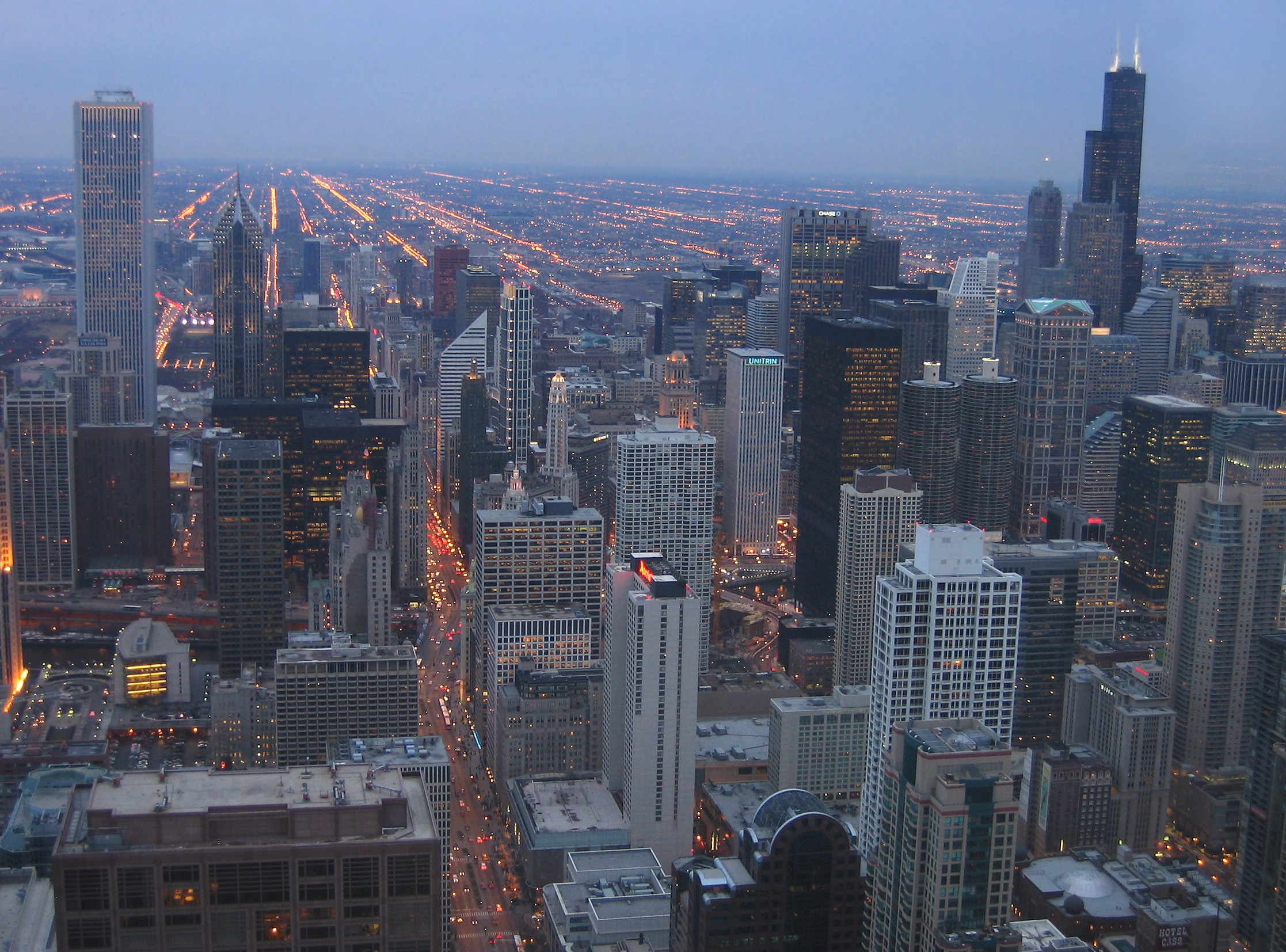
Central business district de Chicago.

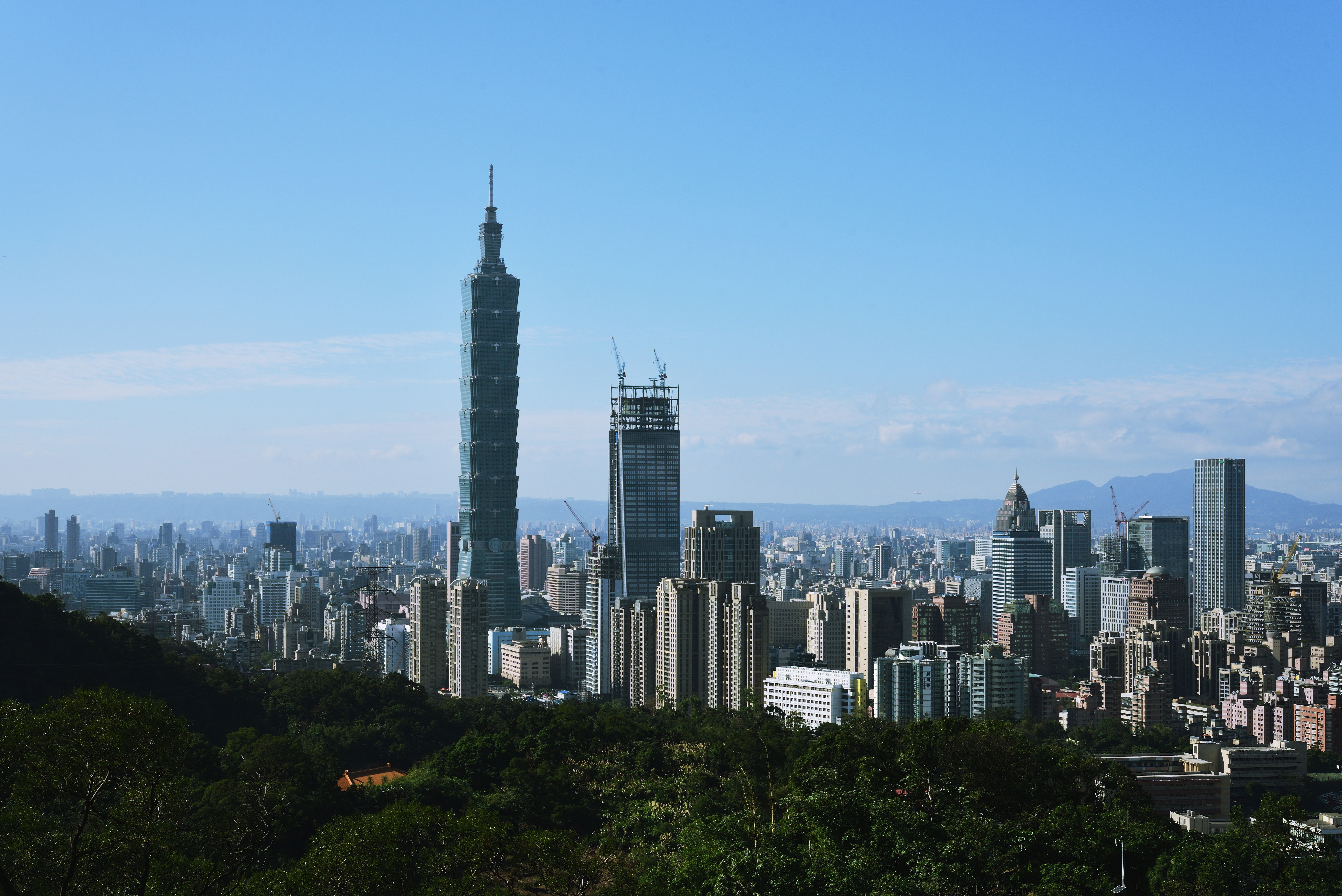
Central business district de Taipei, Taiwan.

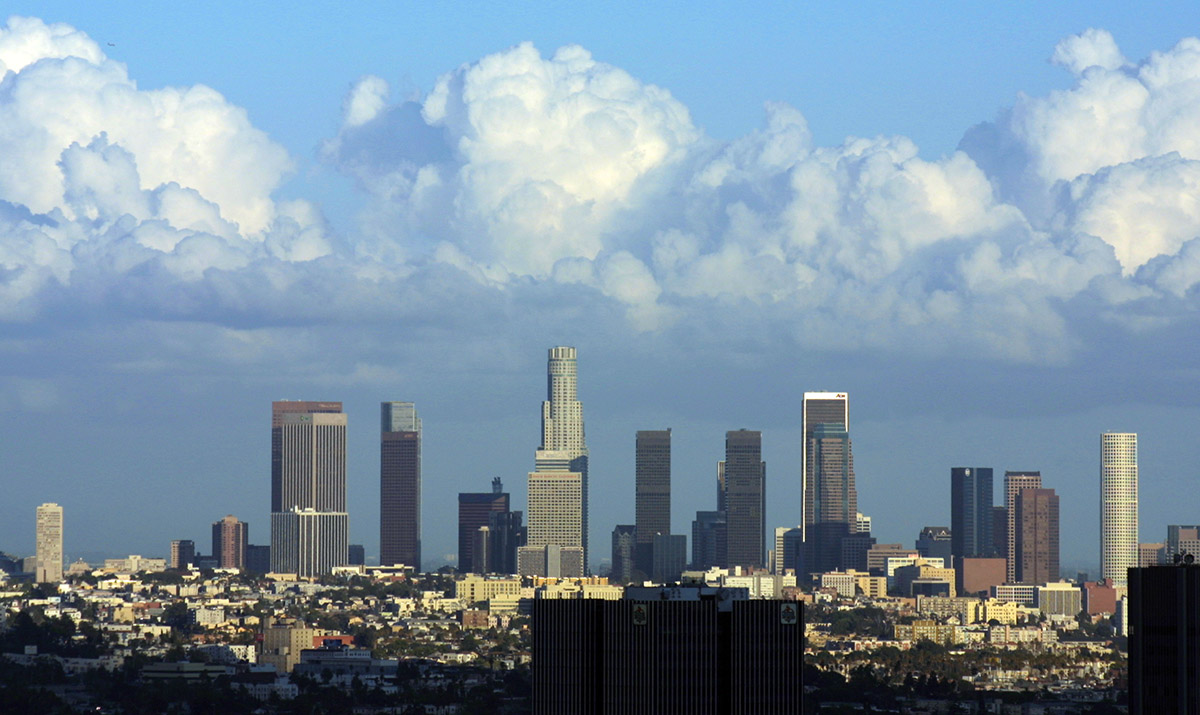
Central business district de Los Angeles.

Central business district (Districte central de negocis), (CBD) i downtown són termes anglesos per a anomenar el pol comercial o financer d'una ciutat, son l'àrea dins d'una ciutat amb la major accessibilitat i amb una major varietat i concentració de béns i serveis especialitzats que qualsevol altra àrea. En grans ciutats, sovint és sinònim de centre financer, i geogràficament, sovint coincideix amb el centre històric o el downtown, però aquests conceptes no son mútuament excloents, doncs moltes ciutats tenen un CBD allunyat dels pols cultural i comercial, o del centre de la ciutat, o poden tenir més d'un CBD.

## Llista dels CBD més importants als Estats Units
- Midtown (Manhattan, New York)
- Central Chicago (Chicago)
- Downtown Miami (Miami)
- Financial District (Houston), reunint els 5 centres financers que hi ha a la ciutat.
- Financial District (Manhattan, New York)
- Financial District (San Fransisco)